# Air Adriatic
Air Adriatic était une compagnie aérienne charter basée à Rijeka en Croatie et fut la première compagnie privée croate. Elle réalisait des liaisons entre l'Europe du Nord et les destinations touristiques croates. La compagnie a cessé toutes opérations en mars 2007 après avoir perdu sa certification.

## Histoire
La compagnie a été créée en octobre 2001 et débuta ses activités en mars 2002 par des vols charter à destination de l'Irlande et d'Israël.
En 2004, les vols charters se concentrent entre la Suède et la Croatie. La compagnie achète alors
trois anciens McDonnell Douglas MD-82 de la compagnie italienne Alitalia.
En septembre 2006, la compagnie prévoit le lancement de liaisons régulières et elle réfléchit à l'achat de Boeing 757-200. L'annonce est faite en 2007, ces liaisons desserviront Berlin, Düsseldorf, Malmö, Moscou, Priština, Skopje et Zurich depuis Zagreb.
La compagnie cessa ses activités en mars 2007. Adria Wings (en) fut créé par les anciens employés de la compagnie et espère relancer les activités charter avec un McDonnell Douglas MD-83. Toutefois, cette création ne perdure pas, à la suite du retrait de son certificat de transporteur aérien.

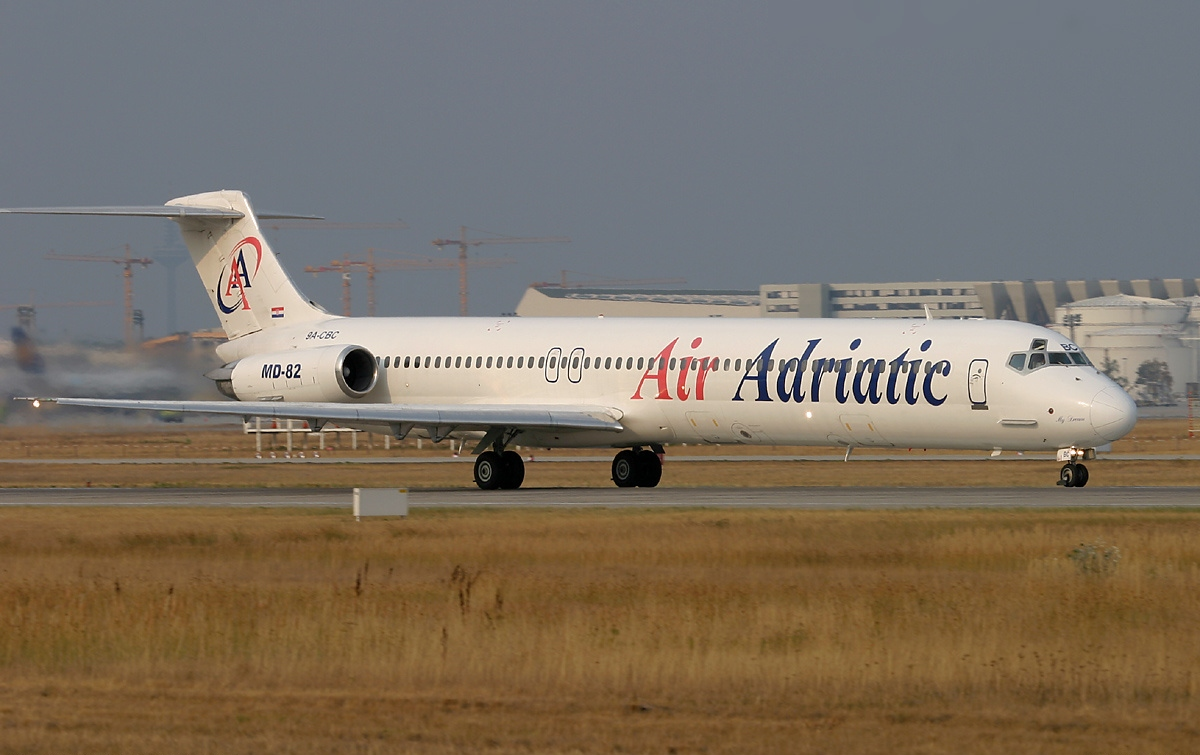
MD-82 d'Air Adriatic en 2003